# Eulógio de Córdova
Eulógio de Córdova (em latim: Eulogius Toletanus) foi um dos Mártires de Córdova. Ele viveu durante os reinados dos emires de Córdova Abderramão II e Maomé I em meados do século IX.

## Nascimento
Não se sabe ao certo em que data ou ano do século IX Eulógio nasceu. Certamente foi antes de 819, pois em 848 ele já era um sacerdote muito admirado entre os cristãos da Catalunha e da Navarra, sendo que o sacerdócio só era conferido apenas aos homens com trinta anos de idade.

## Família
A família de Eulógio tinha origem nobre e era proprietária de terras em Córdova desde os tempos romanos. Os governantes muçulmanos da Ibéria, no início do século VIII, toleravam o cristianismo e os deixaram, com algumas restrições, com o controle civil, da hierarquia eclesiástica, seus mosteiros e posses, mas os fizeram sentir a carga da sujeição ao governo na forma de impostos pecuniários e do serviço militar.
Nas grandes cidades, como Toledo e Córdova, o governo civil dos cristãos não diferia em nada do que era durante a época do Reino Visigótico. Ele era exercido pelo conde, presidente de um concílio de senadores, entre os quais aparece um ancestral de Eulógio. O santo, assim como seus cinco irmãos, receberam uma excelente educação, digna de seu nascimento nobre e sob a tutela de sua mãe Isabel. O caçula dos irmãos, José, detinha uma boa posição no palácio de Abderramão II; dois outros irmãos, Álvaro e Isidoro, eram comerciantes e negociavam em grandes quantidades com lugares tão distantes como a Europa Central. De suas irmãs, Niola e Anulona, a primeira ficou acompanhando a mãe e a segunda foi educada desde a infância num mosteiro onde ela posteriormente seria aceita como freira.

## Carreira
Após completar os seus estudos no Mosteiro de São Zoilo, Eulógio continuou a viver com sua família para ajudar a tomar conta da mãe e também, possivelmente, para estudar com seus famosos mestres, um dos quais era o abade Esperaindeo, um ilustre escritor da época.
Neste meio tempo, ele travou amizade com o celebrado Paulo Álvaro, um companheiro de estudos, e eles se dedicaram juntos ao estudo de todos os ramos da ciência, sagrada e profana, que pudessem pôr as mãos. A correspondência entre eles, em prosa e verso, preenchia volumes. Posteriormente, eles concordaram em destruí-la por considerarem-na muito exuberante e pouco estilosa. Álvaro se casou e Eulógio preferiu a carreira eclesiástica e foi finalmente ordenado padre pelo bispo de Córdova Recafredo.
Em 848, Eulógio visitou os mosteiros no norte da Ibéria, entre eles o de São Zacarias, onde ele recebeu os textos de Agostinho de Hipona, Horácio, Juvenal e Virgílio e os trouxe de volta à Cordoba.

## Personalidade
Álvaro deixou-nos um retrato de seu amigo: "Devotado", diz ele, "desde a infância às Escrituras e amadurecendo à cada dia na prática da virtude, ele rapidamente alcançou a perfeição, superando em conhecimento todos os seus contemporâneos, tornando-se professor até mesmo de seus mestres. Maduro na inteligência e uma criança no corpo, ele excedeu a todos na ciência mais do que eles o excederam na idade. De bela aparência [clarus vultu], honesto e honrado, ele brilhou por sua eloquência e, ainda mais, por suas obras. Que livros escaparam de sua avidez pela leitura? Que obra de autores católicos, de heréticos e gentios, principalmente filósofos? Poetas, historiadores, obras raras, livros de todos os tipos, especialmente hinos sagrados, cuja composição ele também dominou, eram lidos e digeridos por ele; sua humildade era, ainda assim, espantosa e ele prontamente cedia ao julgamento de outros menos instruídos do que ele."
Esta humildade brilhou particularmente em duas ocasiões. Em sua infância ele decidiu fazer uma peregrinação a pé até Roma. Apesar de seu grande fervor e sua devoção ao Túmulo de São Pedro (uma notável prova da união da Igreja de rito moçárabe com a Santa Sé), ele abandonou o projeto ao ceder aos conselhos de amigos mais prudentes. Novamente, durante a perseguição dos muçulmanos, em 850, após ler uma passagem nas obras de Epifânio, ele decidiu evitar rezar a Missa por um tempo para poder defender a causa dos mártires. Porém, aconselhado por seu bispo, Saulo de Córdova, ele se livrou de todos os escrúpulos. 
Suas obras que chegaram aos nossos dias são a prova de que Álvaro não exagerou. O primeiro relato do Corão em outra língua que não o árabe é atribuído a Eulógio, que traduziu a Sura al-Ahzab, verso 37, por volta de 857.
Elas nos dão um relato do que de mais importante aconteceu entre 848 e 859 na cristandade ibérica, dentro e fora dos domínios muçulmanos, especialmente sobre as vidas dos mártires que sofreram durante a perseguição muçulmana, quorum para ipse magna fuit ("aproveitando o máximo da situação"). O monge Eulógio encoraja os mártires como forma de reforçar a fé da comunidade cristã, como nos tempos das perseguições aos cristãos sob o Império Romano. Ele compôs tratados e um martirológio para justificar a auto-imolação dos mártires, dos quais um único manuscrito contendo sua Documentum martyriale, os três livros de sua Memoriale sanctorum e sua Liber apologeticus martyrum, foi preservado em Oviedo, no reino cristão das Astúrias, no extremo noroeste da Ibéria. 

## Martírio
Em 858, uma virgem chamada Leocrícia, de família nobre moura, se converteu ao cristianismo e procurou a proteção de Eulógio contra seus enfurecidos pais. O sacerdote a escondeu entre seus amigos por um tempo, mas eventualmente acabou descoberto e condenado à morte. Ele foi decapitado em 11 de março de 859 e Santa Leocrícia, quatro dias depois em 15 de março de 859. 
Santo Eulógio foi enterrado na Catedral de San Salvador, em Oviedo, para onde as suas relíquias foram transladadas em 884 d.C..